# Solanum brevipedicellatum
Solanum brevipedicellatum är en potatisväxtart som beskrevs av K.E.Roe. Solanum brevipedicellatum ingår i släktet skattor som ingår i familjen potatisväxter. Inga underarter finns listade i Catalogue of Life.